# Liparis atropurpurea
Liparis atropurpurea är en orkidéart som beskrevs av John Lindley. Liparis atropurpurea ingår i släktet gulyxnen, och familjen orkidéer. Inga underarter finns listade i Catalogue of Life.